# Vásárjog

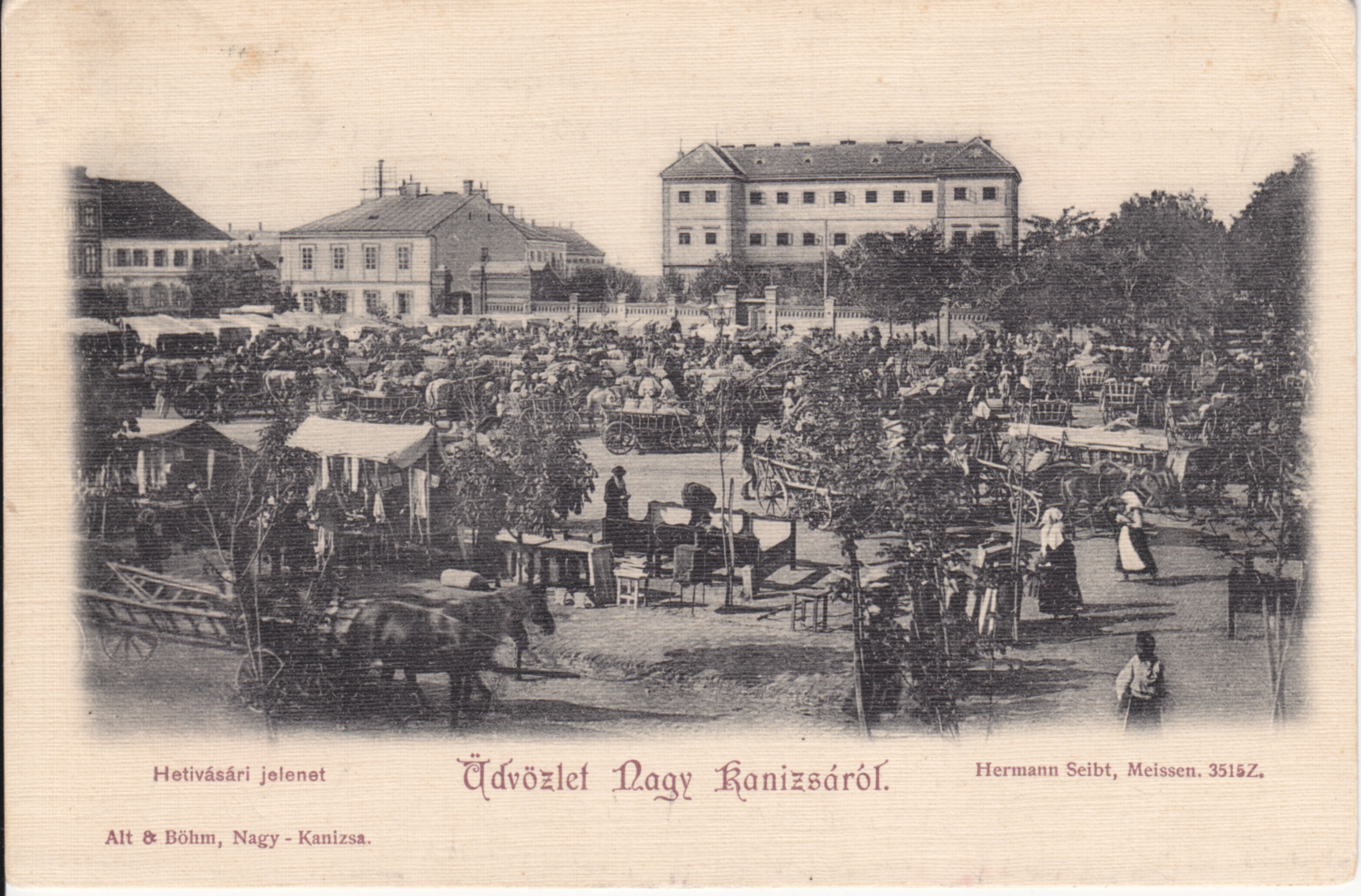
Hetivásár (Nagykanizsa, 1901)

A vásárjog a középkorban királyi kiváltságlevéllel adományozott jog volt, amely a szabad királyi várost, a bányavárost vagy a földesurat hatalmazta fel arra, hogy évente (országos vásár), vagy a hét bizonyos napján (hetivásár) vásárt tarthasson.
A vásárjog a városok szabadságainak része volt, míg a falvakban – az urbárium szerint – a földesurat illette meg.
A jogosult e jog alapján helypénzt szedhetett. A helypénz fizetésének  kötelezettsége alól azonban a nemesek, a városok polgárai, a jászok és a kunok mentesek voltak.
Később, a kapitalizmus korában is, és ma is a vásárjogot a kereskedelmi miniszter engedélyezheti. [forrás?]